# متغايرات الأهداب
متغايرات الأهداب (الاسم العلمي:Heterotrichida) هي رتبة من الهدبيات تتبع شعيبة الرباطيات خلف هدبية. عادة ما يكون لديهم منطقة جار فمية بارزة من الأغشية التي تدور حول الفم وتستخدم في الحركة والتغذية، وأهداب أقصر في بقية الجسم.
العديد من الأنواع شديدة الانقباض وعادة ما تكون مضغوطة أو مخروطية الشكل. وتشمل هذه بعضًا من أكبر الأوالي مثل أجناس الصيقوعة وملولبة الثغيرة بالإضافة إلى العديد من الأشكال ذات الصبغة الزاهية مثل بعض أنواع Blepharisma.